# Habsheim
Habsheim (elsässisch Habse) ist eine französische Gemeinde mit 5061 Einwohnern (Stand 1. Januar 2022) im Département Haut-Rhin in der Region Grand Est (bis 2015 Elsass). Die Gemeinde liegt im Kanton Rixheim.

## Geografie
Die Gemeinde liegt am Rand der Oberrheinebene, etwa sieben Kilometer südöstlich des Stadtzentrums von Mülhausen.

## Geologie
Habsheims Gemarkung dehnt sich im Osten auf der Schotterebene des Rheins aus. Da sich der Rhein, teils noch im Pleistozän, der Eiszeit, teils nacheiszeitlich wieder eingetieft hat, weist die Ebene unterschiedliche Niveaus auf. Niedrige Raine lassen die entsprechenden Erosionsränder erkennen. Das oberste Niveau der Ebene, die so genannte Niederterrasse, auf der sich auch das Dorf ausgebreitet hat, entspricht dem Aufschüttungsniveau in der letzten Kaltzeit (Würm-Kaltzeit). Die Sande, Kiese und Geröllmassen sind sehr wasserdurchlässig, sodass der Mühlbach, wie alle Bäche, welche die Sundgauhügel nach Osten verlassen, in den Schottern versinkt. Durch die nacheiszeitliche Eintiefung des Rheins in die Niederterrasse entstand um Petit-Landau eine etwas niedriger liegende Flussaue, die bis zur Rheinkorrektion Überschwemmungsgebiet des vielarmigen Rheins war. Die trockenen Böden der Niederterrasse wurden weitgehend dem Wald überlassen (Harthwald). Da die Aue mit einer dünnen Lehmschicht überdeckt ist, ist hier (z. B. um Petit-Landau) eine landwirtschaftliche Nutzung möglich.
Im Westen hat die Gemarkung Anteil am lössbedeckten Tertiärhügelland des Sundgaus. Unter der Lössdecke bilden Sedimente der tertiären Grabenfüllung den Untergrund, also Schichten, die im Oligozän im einsinkenden Graben abgelagert wurden. Hier im Hügelland, wo dank der Lössbedeckung besonders wertvolles Ackerland zur Verfügung steht, befindet sich der agrarisch gut nutzbare Gemarkungsteil.

## Geschichte
Eine Besiedlung erfolgte bereits in der Jungsteinzeit (Funde am Landserer Weg, wo man auch auf eisenzeitliche Funde stieß). Bekannt sind Spuren einer Römerstraße mit einer Straßenstation (einer Mansio). Südlich des Dorfes wurde eine größere gallorömische Niederlassung entdeckt.
Das erste Mal wurde Habsheim urkundlich erwähnt im Jahre 757 unter dem Namen Habuhinesheim, Wohnstatt des Habuchino, eines fränkischen Herrn, in einer Schenkung an das Kloster St. Gallen (Regnum Francorum online, UBSG I, 021).
Der Ortsname, ein germanischer Personenname mit der Endung -heim, deutet auf eine frühe fränkische Gründung hin, wie auch das St. Martinspatrozinium der Kirche. Eine Entstehung bereits in der alemannischen Landnahmezeit ist aber nicht unwahrscheinlich. Im Mittelalter existierten in unmittelbarer Nachbarschaft von Habsheim zwei Siedlungen: Oberdorf, das im 15. Jahrhundert abging, wie auch ein jüngerer Weiler Ratzheim, der wohl schon im 14. Jahrhundert verschwand.
Habsheim gehörte zum Stammgut der Habsburger, die hier an der Straße nach Basel eine Zollstelle einrichteten, dem Ort Markt- und später Stadtrecht verliehen. Sie sicherten den Ort mit einer hölzernen Umzäunung (daher die überlieferte Bezeichnung „die eichene Stadt“), später mit einer Stadtmauer. Im Mühlhauserkrieg wurde die Stadt 1468 von den Schweizern verwüstet. (Das sich von den Habsburgern bedroht fühlende Mühlhausen hatte sich mit den Eidgenossen verbündet.) Eine weitere Zerstörung erfolgte 1633 im Dreißigjährigen Krieg durch die Schweden. Trotz des Stadtrechts konnte sich Habsheim nie zu einem ausgeprägten Stadtwesen entwickeln. Es stand im Schatten des mächtigeren Mühlhausen und des habsburgischen Verwaltungs- und Gerichtssitzes Landser.
Mit dem Westfälischen Frieden 1648 kam Habsheim mit dem gesamten elsässischen Besitz der Habsburger an Frankreich. 1789 wurde es französischer Kantonshauptort. Der Bau der Eisenbahnlinie Mülhausen-Basel (1840) brachte dem Ort einen gewissen Standortvorteil.
Von 1871 bis zum Ende des Ersten Weltkrieges gehörte Habsheim als Teil des Reichslandes Elsaß-Lothringen zum Deutschen Reich und war dem Kreis Mülhausen im Bezirk Oberelsaß zugeordnet.
Die Thalbahn war eine während des Ersten Weltkriegs vom Deutschen Heer betriebene, 24,6 km lange Feldbahn von Habsheim über Tagsdorf nach Altkirch und Wahlbach. Sie wurde während des Ersten Weltkriegs von deutschen Soldaten und rumänischen Kriegsgefangenen als militärische Feldbahn mit einer Spurweite von 600 mm gebaut. Für den Streckenbau wurden Stahlschienen auf Holzschwellen fest verlegt.
Am 26. Juni 1988 stürzte auf dem Flugplatz Mülhausen-Habsheim ein Airbus A320-100 der Air France bei einem Demonstrationsflug (Air-France-Flug 296) ab und forderte drei Todesopfer.

### Bevölkerungsentwicklung
| Jahr      | 1910 | 1936 | 1941 | 1962 | 1968 | 1975 | 1982 | 1990 | 1999 | 2006 | 2019 |
| Einwohner | 2024 | 2124 | 2081 | 1874 | 2207 | 2560 | 3644 | 3799 | 4313 | 4684 | 4999 |

|  |  |  |

## Verkehr
Habsheim liegt an der Bahnstrecke Strasbourg–Basel und der Autoroute A 35 (Anschluss 33). Durch den Ort führt die Départementsstraße 201, die von der Staatsgrenze bei Basel bis zur Île Napoléon führt.
Auf dem Gebiet von Rixheim und von Habsheim befindet sich der Flugplatz Mülhausen-Habsheim, der seit 1909 besteht und hauptsächlich der Hobbyfliegerei dient. Während des Ersten Weltkriegs war hier zeitweise auch Ernst Udet stationiert, seinerzeit ein Angehöriger der Jagdstaffel 15 (Jasta 15).

## Bauwerke
Frühklassizistische Kirche St. Martin von 1787 bis 1798. Der Turm ist mit Ausnahme des Glockengeschosses und des Turmhelms noch mittelalterlich (13. Jahrhundert). Der Hochaltar (St. Martin) 18. Jahrhundert. Seitenaltäre und Orgel 1820.
Kapelle Notre-Dame-des Champs (Friedhofskapelle): Bereits im 14. Jahrhundert eine Wallfahrtsstätte. Vergrößert 1493. Wertvolle spätestgotische Skulpturen des frühen 16. Jahrhunderts. Die thronende Muttergottes mit Kind aus dem ersten Drittel des 15. Jahrhunderts. Auf der Empore ein Haupt des Johannes, 17. Jahrhundert.
Das Dorfhus mit seinen Erdgeschossarkaden ist im Kern ein spätgotischer Bau von 1578. Spätere Veränderungen: Staffelgiebel auf der Westseite durch Halbwalmdach ersetzt. Die meisten Fenster (wohl im 19. Jahrhundert) verändert.
Alte Poststation, 63 Rue du Général de Gaulle. Stattlicher Bau von 1867, einst mit großen Stallungen.